# Loxophlebia egregia
Loxophlebia egregia là một loài bướm đêm thuộc phân họ Arctiinae, họ Erebidae.